# Дерипаска, Олег Владимирович
Оле́г Влади́мирович Дерипа́ска (род. 2 января 1968, Дзержинск) — российский предприниматель, миллиардер, председатель наблюдательного совета (в 2009—2012 годах — генеральный директор) и основатель компании «Базовый элемент». Руководитель объединённой компании «Русал» (до 2018 года) и En+ Group (до 2017 года). Председатель совета директоров компании «Русский алюминий» (2000—2007), президент компании «Сибирский алюминий» (1997—2001), генеральный директор Саяногорского алюминиевого завода (1994—1997).
В 2008 году состояние Дерипаски оценивали в $28 млрд. Он являлся самым богатым россиянином и занимал 9-е место в мировом рейтинге миллиардеров по версии журнала Forbes. На январь 2018 года Дерипаска находился в рейтинге на 247-м месте с состоянием в 7,1 млрд $. В декабре 2019 года он возглавил рейтинг российских предпринимателей по версии Forbes, состояние которых за прошедшее десятилетие уменьшилось больше всего. По данным журнала, состояние Дерипаски с 2010 года по конец 2019 года снизилось с $10,7 млрд до $4 млрд.
В 2017 году Дерипаска получил гражданство Кипра, которого в апреле 2022 года  лишён в связи с включением в санкции Евросоюза.
С апреля 2018 года под санкциями США из-за «финансирования проектов Путина», с 2022 года под санкциями Евросоюза, Великобритании и ряда других стран, из-за вторжения России на Украину.

## Ранние годы
Олег Дерипаска родился 2 января 1968 года в городе Дзержинске Горьковской области. Родители Дерипаски родом с Кубани. С 7 до 11 лет Олег Дерипаска жил у дедушки с бабушкой (родителей матери) на хуторах Железный и Октябрьский Усть-Лаби́нского района Краснодарского края. Именно дедушка с бабушкой, по словам предпринимателя, научили его жёсткой рабочей дисциплине, основам земледелия и особенностям обработки земли. Оба деда Дерипаски участвовали в Великой Отечественной войне. Один из них, Тимофей Романович Дерипаска (1918—1945), был родом из села Лугового Валуйского уезда Воронежской губернии (ныне Вейделевский район Белгородской области). Младший лейтенант, командир танкового взвода, погиб в бою и был похоронен в Австрии в братской могиле. В память о нём Дерипаска построил в Австрии храм святого Архистратига Божия Михаила, представляющий собой уменьшенную копию церкви Покрова на Нерли. Второй дед вернулся на родину после окончания войны. Прадед Роман Ефремович Дерипаска во время Первой мировой войны служил в 313-м пехотном Балашовском полку, в августе 1916 года был ранен.
В 1979—1985 годах Дерипаска жил в районном центре — городе Усть-Лабинске, где окончил среднюю школу № 2.
С ранних лет у Дерипаски была страсть к чтению. Своими любимыми авторами называет Джека Лондона и Майн Рида. Для расширения кругозора читал техническую литературу. В кабинете Дерипаски в его управляющей компании «Базовый элемент» на полках собраны сотни книг, которые повлияли на его дальнейшее становление.
В 1977 году, будучи учеником 2-го класса, от радиопередачи «Клуб знаменитых капитанов» получил приз за то, что нашёл по три ошибки в рассказах участников Клуба, литературных персонажей Тартарена из Тараскона и барона Мюнхгаузена.
В 1985 году поступил в МГУ, но по окончании первого курса был призван в армию (студенты большинства вузов в те годы были лишены отсрочки). Службу проходил в 1986—1988 годах в частях Ракетных войск стратегического назначения в Забайкалье. Закончил службу в звании старшины запаса. После увольнения в запас вернулся в свой вуз.

## Профессиональная деятельность

### Начало карьеры
Дерипаска получил два высших образования: окончил физический факультет МГУ (1993), а также Российскую экономическую академию им. Г. В. Плеханова (1996). По словам Дерипаски, после окончания МГУ и распада СССР его научная карьера как физика стала невозможна, так как академическая наука стала исчезать из-за отсутствия финансирования:
|  | У нас не было денег. Каждый день поиск средств к существованию был главной заботой. Как заработать денег, чтобы купить еды и продолжить учёбу?О. Дерипаска |

В 1990 году Дерипаска вместе с однокурсниками с физфака МГУ организовал «Военную инвестиционно-торговую компанию», специализировавшуюся на торговле металлами и имевшую брокерские места на основных биржевых площадках РСФСР — Московской товарной бирже и Российской товарно-сырьевой бирже. Он занялся экспортом, покупая металл по низким ценам в России, продавая его за рубеж по рыночным ценам. Дерипаска торговал, в основном, через Эстонию (тогда в России была неразбериха с системой экспортных лицензий). Практически вся прибыль от этого бизнеса направлялась на покупку акций расположенного в Восточной Сибири Саяногорского алюминиевого завода.

Я начал свой бизнес в необычный исторический момент: страна, в которой я родился и вырос, исчезла, а новая ещё не полностью сформировалась. Первая дала мне отличное образование, вторая дала мне шанс на успех.
Оригинальный текст (англ.)I started my business at an unusual moment in history. The country in which I was born and raised had disappeared, although the new country was not fully formed. The first one gave me an excellent education; the second one gave me the chance of success.
— Олег Дерипаска, интервью изданию Metal Bulletin
В ноябре 1994 года «Алюминпродукт» Олега Дерипаски стал миноритарным владельцем Саяногорского алюминиевого завода. Другим крупнейшим акционером завода была Trans World Group (TWG), возглавляемая братьями Рубен. Интересы TWG в России представляли братья Лев и Михаил Чёрные. В 1994 году Олег Дерипаска был избран генеральным директором СаАЗа.
Через три года инициировал создание первой на постсоветском пространстве вертикально интегрированной промышленной компании — группы «Сибирский алюминий» (в 2001 году переименована в группу «Базовый элемент»), ядром которой стал Саяногорский алюминиевый завод. В дальнейшем она объединила ряд ведущих предприятий алюминиевого комплекса России, выпускающих разнообразную продукцию из алюминия и его сплавов — от проката и полуфабрикатов до сложных архитектурных конструкций, комплектующих для авиакосмической, автомобильной и судостроительной промышленности, универсальной тары и упаковки на основе алюминиевой фольги, а также крупнотоннажных железнодорожных контейнеров и грузовых платформ специального назначения. Через три года после своего образования возглавляемая Олегом Дерипаской группа «Сибирский алюминий» вошла в десятку ведущих мировых производителей продукции из алюминия.
В 1997 году Дерипаска, являвшийся тогда гендиректором СаАЗа, разорвал все отношения с Trans World. С целью привлечения ресурсов для дальнейшего развития и модернизации завода в апреле-мае 1998 года была проведена дополнительная эмиссия акций завода. Все акции дополнительного выпуска были выкуплены «Алюминпродуктом» и ассоциированными с ним компаниями. После победы «Алюминпродукта» на коммерческом конкурсе по продаже части государственного пакета акций завода в сентябре 1998 года доля компании в СаАЗе увеличилась до 76 %.

### 2000-е годы
В 2000 году Дерипаска был назначен генеральным директором компании «Русский алюминий» (РУСАЛ), в состав которой вошли алюминиевые и глинозёмные заводы компаний «Сибирский алюминий» и «Сибнефть». В 2007 году в результате слияния алюминиевых и глинозёмных активов компании РУСАЛ, занимавшей третье место в мире по производству алюминия, группы СУАЛ, входившей в десятку ведущих мировых производителей алюминия, и глинозёмных активов швейцарской компании Glencore создана Объединённая компания «Российский алюминий» — крупнейший в мире производитель алюминия и глинозёма. Дерипаска является председателем правления, членом совета директоров РУСАЛа. В 2010 году акции РУСАЛа были размещёны на Гонконгской фондовой бирже и бирже NYSE Euronext в Париже. В ходе IPO в Гонконге было привлечено 2,24 млрд долларов США. В декабре 2010 года ОК РУСАЛ первой из российских компаний разместила на ММВБ и РТС российские депозитарные расписки (РДР).
В 2007 году создана компания «Базэл Аэро», управляющая аэропортами в Краснодаре, Сочи, Геленджике, Анапе и Ейске. В 2008 году «РУСАЛ» приобрёл блокирующий пакет акций ГМК «Норильский никель». После многочисленных слияний и поглощений «РУСАЛ» стал крупнейшим производителем алюминия в мире, пока в 2015 году китайская Hongqiao Group не обогнала его. Помимо металла, который остаётся ключевым активом диверсифицированного холдинга предпринимателя, Дерипаска в этот период приобрёл доли в ряде компаний в ключевых отраслях промышленности: машиностроении, энергетике, горной добыче, сфере финансовых услуг и страховании, строительстве, авиации, сельском хозяйстве и других.

### 2010-е годы
В июне 2012 года «Базовый элемент», Сбербанк России и Changi Airports International создали СП по управлению аэропортами юга России «Базэл Аэро», в состав которого вошли аэропорты в Сочи, Краснодаре, Геленджике и Анапе.
В 2013 году структуры «Базового элемента» завершили строительство олимпийских объектов в Сочи. Общие инвестиции группы в эти проекты превысили 45 млрд рублей. Среди них:
- Порт Сочи Имеретинский в устье реки Мзымта[36];
- Реконструкция и модернизация Международного аэропорта Сочи[37];
- Курортный район Имеретинский в Адлерском районе Сочи, включающий возведение Олимпийской деревни, строительство гостиниц, создание туристической зоны[38].

В 2017 году Олег Дерипаска приобрёл гражданство Республики Кипр.

### 2020-е
В сентябре 2022 года власти США обвинили предпринимателя в попытке обхода санкций: он нанял трёх женщин, для оказания ему услуг на территории страны. Одна из них должна была родить ему в США двоих детей уже после попадания в санкционный список. Согласно заявлению обвинения, Дерипаска потратил сотни тысяч долларов, чтобы его дети родились в США и воспользовались плюсами американской медицинской системы и автоматически предоставляемым им правом на гражданство.

## Состояние
В 2008 году Дерипаску назвали самым богатым россиянином. В том же году в мировом рейтинге миллиардеров по версии журнала Forbes занимал 9-е место (с состоянием в 28 миллиардов долларов США). В 2018 году, обладая личным состоянием 6,7 миллиардов долларов США, Дерипаска занял 19-ю строчку в списке 200 богатейших предпринимателей России. В мировом рейтинге миллиардеров (по версии журнала Forbes) в 2018 году занял 248 место; по состоянию на 1 марта 2019 года занял 612 место в рейтинге. 25 июля 2020 года занимал 908-е место в рейтинге Forbes с состоянием 3 млрд долларов США. В 2023 году вошёл в рейтинг журнала Forbes «110 российских миллиардеров», где занял 54 место с состоянием $2,5 млрд.
| Показатель         | 2007 | 2008 | 2009 | 2010 | 2011 | 2012 | 2013 | 2014 | 2015 | 2016 | 2017 | 2018 | 2019 | 2020 | 2021 | 2022 | 2023 | 2024 |
| Состояние (млрд $) | 13,3 | 28,0 | 3,5  | 10,7 | 16,8 | 8,8  | 8,5  | 6,2  | 6,2  | 2,1  | 5,1  | 3,7  | 3,6  | 2,3  | 3,8  | 1,7  | 2,5  | 2,8  |
| Место (в мире)     | 40   | 9    | 164  | 57   | 36   | 104  | 131  | 230  | 230  | 315  | 315  | 612  | 597  | 908  |      |      |      |      |
| Место (в России)   | 6    | 1    | 10   | 5    | 6    | 14   | 16   | 20   | 17   | 41   | 23   | 19   | 30   | 41   | 37   | 50   | 54   | 51   |

## Бизнес

### Базовый элемент
Олег Дерипаска — основатель компании «Базовый элемент», диверсифицированной промышленной группы с активами в России и за рубежом. «Базовый элемент» представлен во всех ключевых отраслях промышленности: машиностроении, энергетике, горной добыче и металлургии, сфере финансовых услуг, строительстве, авиации, сельском хозяйстве и других. Около 200 тысяч человек работают на предприятиях группы в России, странах СНГ, Африке, Австралии, Азии, Европе и Латинской Америке.

### Русал
Объединённая компания «РУСАЛ» — второй по величине производитель алюминия в мире. Его доля в мировом производстве первичного алюминия составляет 7 %, доля глинозёма также 7 % от мирового объёма производства. Компания была образована в марте 2007 года в результате слияния «Русского алюминия», СУАЛа и глинозёмных активов швейцарской Glencore. РУСАЛ работает в 20 странах на пяти континентах. Общая численность сотрудников превышает 61 тыс. человек.
15 марта 2018 года пост президента «Русала» вместо Дерипаски занял генеральный директор компании Владислав Соловьёв, он же стал гендиректором En+ Group. Пресс-секретарь президента РФ Дмитрий Песков считает неуместным связывать уход Дерипаски с поста президента «Русала» со включением Дерипаски и «Русала» в «кремлёвский список» США.
18 января 2019 года стало известно о том, что Олег Дерипаска подал в суд на лидера КПРФ Геннадия Зюганова, который на пленарном заседании Госдумы 9 января 2019 года «назвал бизнес, основанный Олегом Дерипаской, аферой и преступлением» и призывал «расследовать это преступление против стратегической политики нашей страны и всей нашей безопасности». В своём заявлении Дерипаска оценил вред имиджу компании «Русал» от высказывания Зюганова в 1 млн рублей, которые Олег Дерипаска намерен потратить на благотворительность.

### En+ Group
Олег Дерипаска — один из акционеров компании En+ Group. En+ Group — индустриальная группа, объединяет компании, работающие в сфере энергетики, цветной металлургии и горнорудной промышленности, а также стратегически связанных с ними отраслях. En+ Group принадлежит 47,41 % акций ОК «РУСАЛ», 100 % акций крупнейшей частной российской энергокомпании «ЕвроСибЭнерго», 100 % акций одного из крупнейших в мире производителей ферромолибдена компании SMR, компания En+ Downstream. Другие проекты En+ Group включают в себя добычу угля, атомную энергетику, металлургию. Количество сотрудников — около 90 тысяч человек.

### Русские машины
Корпорация «Русские машины» — созданный в 2005 году диверсифицированный холдинг, объединяющий индустриальные и инжиниринговые активы в следующих отраслях: автомобилестроение («Группа ГАЗ»); производство автокомпонентов (RM Systems); железнодорожное машиностроение (RM Rail, включая «Абаканвагонмаш»); самолётостроение (Авиационный завод «Авиакор»); производство строительно-дорожной техники («RM Terex»).

### Финансовые услуги
Дерипаска владел 10 % обыкновенных акций крупнейшей российской страховой компании Ингосстрах, одного из лидеров в страховании сложных видов риска, таких как страхование ответственности судовладельцев, каско судов, страхование авиационных и космических рисков, страхование транспортных операторов. У «Ингосстраха» — 83 филиала в России. Офисы компании действуют в 220 населённых пунктах России. В периметр финансовых услуг СПАО «Ингосстрах» также входят компания «Ингосстрах-Инвестиции», занимающаяся управлением финансами физических и юридических лиц с 1997 года, и банк «СОЮЗ».

### Агробизнес
Агрохолдинг «Кубань», объединяющий две молочные мегафермы, свиноводческий комплекс на 16 тыс. голов, сахарный завод «Свобода», три зерновых элеватора объёмом единовременного хранения 270 тыс. тонн, три современных завода по производству и обработке семян, конный завод «Восход», занимающийся разведением и выращиванием лошадей чистокровной английской породы. Входит в топ-20 крупнейших агропромышленных компаний и топ-5 самых эффективных землепользователей России.

### Аэропортовый бизнес
Компания «Базэл Аэро», оператор аэропортов на территории Краснодарского края: Сочи, Краснодар и Анапа. Аэропорты обслуживают более 7 % общего пассажиропотока России.
Международный аэропорт Сочи являлся главной воздушной гаванью зимней Олимпиады-2014. В октябре 2014 года аэропорт получил статус «Открытого неба», при котором зарубежные авиакомпании могут выполнять международные полёты из Сочи без ограничений, а также совершать транзитные перелёты между третьими странами с посадкой в Сочи, где могут брать на борт новых пассажиров.

### Строительный бизнес
В апреле 2007 года компания Олега Дерипаски Rasperia Trading приобрела пакет акций европейского строительного концерна STRABAG SE. По состоянию на 1 января 2017 года ей принадлежали 25,9 % акций STRABAG SE. 3 июля 2017 года стало известно, что никто из основных акционеров STRABAG SE не выразил желания выйти из концерна. Таким образом, Rasperia Trading осталась одним из ключевых акционеров на следующие пять лет.

## Членство в организациях
Олег Дерипаска — председатель наблюдательного совета Российского союза промышленников и предпринимателей, председатель наблюдательного совета российского национального комитета Международной торговой палаты (ICC Russia). Он является членом попечительского совета Высшей школы государственного администрирования.
В 2000 году Дерипаска выступил соучредителем Регионального общественного Фонда содействия отечественной науке и Фонда содействия отечественной медицине.
С 2004 года входит в Совет по конкурентоспособности и предпринимательству при Правительстве РФ.
В 2004 году распоряжением президента России назначен представителем России в Деловом консультативном совете форума «Азиатско-тихоокеанское экономическое сотрудничество». В 2007 году Дерипаска стал председателем российской части совета. В рамках этой инициативы уделяет внимание проблематике энергоэффективности и энергобезопасности, международной торговле, совершенствованию финансовых инструментов и режимов, продовольственной безопасности и вопросам устойчивого развития.
С 2007 года Дерипаска — постоянный участник ежегодных встреч Всемирного экономического форума (ВЭФ) в Давосе. Дерипаска один из 16 лидеров делового сообщества разработавших CEO Climate Policy Recommendations to G8 Leaders — программный документ, обобщивший предложения по борьбе с глобальным потеплением. Документ подписали руководители более 100 крупнейших компаний мира. Рекомендации передали лидерам стран G8 на саммите в Японии в июле 2008 года. В 2020 году на 50-м Всемирном экономическом форуме выступление Дерипаски отменили без объяснения причин.

## Инициативы
Активно выступал за глобальное сокращение углеводородных выбросов и введение налога на выбросы для стран, не снижающих долю энергоемких мощностей, зависимых от угля. Публично высказывался за подписание международного соглашения, устанавливающего коллективную ответственность всех стран-подписантов в вопросах изменения климата, критик соглашения Парижского климатического саммита ООН по вопросу сокращения реальных объёмов выбросов сгорания угля.

Каждая сторона поддерживает соглашение; нам просто нужно иметь несколько, более или менее справедливых механизмов контроля. В нём не должно быть каких-либо лазеек для обхода исполнения обязательств. Люди не должны соглашаться на подобные Киотскому протоколы, который просто имеет «отполированные» тезисы.
Оригинальный текст (англ.)Everyone is in favour; we just need to have more or less fair regulation. There shouldn’t be any pockets where people can cheat the system. People shouldn’t agree on something that creates another Kyoto protocol that creates nice polished statements.
— Олег Дерипаска, интервью изданию Financial Times в преддверии Климатического саммита ООН в Париже в ноябре 2015 года
По инициативе Олега Дерипаски создан современный госпиталь по борьбе с вирусом Эбола в регионе Киндия (Гвинея), где компания РУСАЛ является одним из крупнейших участников на рынке добычи бокситов и производства глинозема. В сотрудничестве с учёными Роспотребнадзора построен Научный клинико-диагностический центр эпидемиологии и микробиологии (инвестиции РУСАЛа в создание Центра превысили 10 млн долл. США).

## Благотворительность

### Вольное дело
В 2008 году Олег Дерипаска основал Фонд поддержки социальных инноваций «Вольное дело», ставший одной из крупнейших в России некоммерческих организаций, работающих в сфере благотворительности, меценатства и волонтёрства. Фонд занимает четвёртое место в рейтинге лучших благотворительных фондов богатейших россиян Forbes. Общий объём средств, направленных Фондом на развитие благотворительных и иных социально значимых проектов, составляет около 4,5 млрд рублей. Направления деятельности Фонда включают в себя поддержку социальных проектов, образование, культуру, территориальное развитие, науку, охрану здоровья, защиту животных и экологию.
Фонд оказывает поддержку Московскому и Санкт-Петербургскому государственным университетам, Эрмитажу, Большому и Мариинскому театрам, Серафимо-Дивеевскому, Сретенскому, Донскому монастырям и другим центрам образования, культуры и духовной жизни более чем в 40 регионах России.
Ключевые программы Фонда:
- «Робототехника — инженерно-технические кадры инновационной России»[74]
- Поддержка Фанагорийской комплексной археологической экспедиции[75]
- «Школа нового поколения»[76]

В феврале 2014 года Фонд «Вольное дело» профинансировал строительство первого в Сочи приюта для бездомных собак «ПовоДОГ». В ближайших планах Фонда — открытие подобных приютов в Наро-Фоминске, Красноярске, Иркутске и Абакане.
В 2014 году портфель Фонда пополнился программой ранней профориентации и основ профессиональной подготовки школьников JuniorSkills. В том же году состоялся первый в России пилотный чемпионат профессионального мастерства среди школьников JuniorSkills. Он прошёл в Екатеринбурге в рамках первого национального чемпионата сквозных рабочих профессий высокотехнологичных отраслей промышленности по методике WorldSkills.
В мае 2017 года фонд «Вольное дело» совместно с En+ Group и Ассоциацией «Межрегиональная Федерация чтения» провёл первый Иркутский международный книжный фестиваль (ИМКФ).
В августе 2018 года фонд совместно с российским институтом театрального искусства ГИТИС запустил проект «Лаборатория будущего театра», посвящённый исследованиям в области театра и разработке модели театра будущего.
В начале пандемии коронавируса фонд «Вольное дело» проводил работу по поддержке систем здравоохранения в России и других странах. В городах и регионах с нехваткой инфекционных коек и высокотехнологичного лечебно-диагностического оборудования были построены современные медицинские центры. Всего было построено 8 госпиталей — 7 в России (Ачинск, Богучаны, Братск, Краснотурьинск, Саяногорск, Тайшет, Шелехов) и 1 на Украине в городе Николаеве. Всего на строительство клиник было потрачено около 4 млрд рублей.
«Вольное дело» также спонсировал оборудование двух современных ПЦР-лабораторий в Черногории — в Которе и Подгорице, что избавило систему здравоохранения страны от необходимости направлять тесты граждан на анализ в лаборатории других стран.
В Краснодарском крае фонд снабжал больницы средствами индивидуальной защиты и машинами скорой помощи, финансировал введение технологии переливания антиковидной плазмы, осуществил запуск платформы для дистанционного консультирование врачей и организовывал информационно-просветительские видеолекции на тему борьбы с пандемией.
В апреле 2022 года при поддержке Дерипаски на его малой родине — в Усть-Лабинске был открыт университетский лицей им. Н. И. Лобачевского для одаренных детей.

### Базис
В 2016 году Олегом Дерипаской основан Фонд развития теоретической физики и математики «Базис». Фонд выдаёт гранты поддержки отдельных исследователей и научных групп, проводит летние школы, поддерживает профильные факультеты ВУЗов.
С февраля 2017 года «Базис» осуществляет поддержку «Элементов».
В 2020 году во время пандемии коронавируса Олег Дерипаска пожертвовал средства на строительство трёх инфекционных больниц в Иркутской области.

## Позиция по вторжению России на Украину (2022)
В феврале 2022 года осудил российское вторжение на Украину, призвав скорее начать мирные переговоры. В начале марта повторно выступил с заявлением против войны. 8 августа 2024 года в интервью Nikkei Asia в Токио Дерипаска назвал войну в Украине безумием и призвал немедленно остановить боевые действия и начать мирные переговоры.

## Отношения с Полом Манафортом
Летом 2006 года, согласно The Wall Street Journal, власти США заблокировали американскую визу, выданную Дерипаске в 2005 году, из-за подозрений в связях с организованной преступностью. Обвинения в связях с криминальным миром Дерипаска отверг.
15 мая 2017 года Дерипаска подал иск против Associated Press в Окружной суд США по округу Колумбия по делу о клевете. В октябре 2017 года иск отклонён на основании, что Дерипаска не оспаривал «какие-либо существенные факты» в статье Associated Press.
26 мая 2017 года в The New York Times вышла статья, в которой утверждалось, что Дерипаска предложил сотрудничество комитету по разведке сената Конгресса США в обмен на иммунитет. Дерипаска опроверг эту информацию. По его словам, «единственной правдой в данной статье является тот факт, что я действительно хочу „помочь“ демократически избранным комитетам Конгресса США, действующим от лица американского народа, установить истину». Он отметил, что есть доказательства, но они «свидетельствуют прямо о противоположном в отношении истории вмешательства России». Иммунитет, по словам Дерипаски, никогда не являлся условием предоставления им информации и документов.
В сентябре 2017 года в СМИ появилась информация о том, что в 2016 году Пол Манафорт, глава предвыборного штаба Дональда Трампа, за две недели до избрания Трампа предлагал Дерипаске по электронной почте личные консультации о ходе выборов в США. Данное сообщение — одно из тысяч документов, изученных в ходе расследования связей соратников Трампа с Россией и возможного вмешательства России в президентские выборы в США 2016 года.
В январе 2018 года кипрская Surf Horizon Limited, принадлежащая Дерипаске, подала иск в Верховный суд штата Нью-Йорк против Манафорта и его помощника Рика Гейтса, потребовав «компенсации ущерба в размере, который определит суд, понесённого от мошеннических действий ответчиков, ужасной небрежности, вероломного предательства, хищнического самоуправства, а также возмещения убытков в размере 25 млн $».

## Обвинения испанских властей
В октябре 2009 года газета El Mundo сообщила, что правоохранительные органы Испании заподозрили Дерипаску в причастности к отмыванию около 4 млн евро в период с 2001 по 2004 год через «счета российской мафии» в Испании. Пресс-служба Дерипаски ответила, что тот «не имел и не имеет никакого отношения к компаниям, упомянутым в испанской прессе в связи с проводимым испанскими властями расследованием», а также «подтверждает свою готовность оказать помощь испанским властям и ответить на любые вопросы, которые могли возникнуть у испанского правосудия, в соответствии с установленными законом процедурами».
В ноябре 2011 года судья Фернандо Андреу из Верховного суда Испании передал в Генеральную прокуратуру РФ материалы дела. Пресс-служба Дерипаски назвала передачу материалов фактическим прекращением производства по делу в Испании.
В апреле 2012 года испанские власти пригрозили возобновить расследование дела, если этим не займутся в России.
В октябре 2017 года следственный департамент МВД РФ прекратил уголовное дело за отсутствием состава преступления.

## Скандал с Настей Рыбкой
8 февраля 2018 года Алексей Навальный и Фонд борьбы с коррупцией опубликовали фильм-расследование, в котором утверждалось, что российский вице-премьер Сергей Приходько и Олег Дерипаска отдыхали в компании белорусской эскорт-модели Анастасии Вашукевич (псевдоним — Настя Рыбка) и других женщин на яхте Олега Дерипаски Elden в Норвегии, что, по мнению Навального, можно считать взяткой от Дерипаски. Расследование было проведено на основании открытых источников: фотографий и видео, которые Настя Рыбка выкладывала в Инстаграме, и книги Насти Рыбки «Дневник по соблазнению Миллиардера, или Клон для олигарха» (в которой Сергей Приходько и Олег Дерипаска, по мнению Навального, фигурируют под псевдонимами «Папа» и «Руслан»).
На следующий день после выхода расследования Роскомнадзор по решению Усть-Лаби́нского районного суда Краснодарского края внёс в Единый реестр запрещённых сайтов интернет-адреса расследования на сайте Навального, его видеоверсии на YouTube, а также ряда новостных публикаций о расследовании. Решение суда было вынесено по иску Дерипаски к Анастасии Вашукевич (Насте Рыбке) и Александру Кириллову (Алексу Лесли) за публикацию материалов о его личной жизни без разрешения.
Представитель Дерипаски назвал расследование «искажением действительности» и «извращением информации». Пресс-секретарь премьер-министра Д. Медведева Наталья Тимакова и пресс-секретарь президента России В. Путина Дмитрий Песков отказались от комментариев. В день выхода расследования Настя Рыбка в своём аккаунте в Инстаграме обвинила Дерипаску и Приходько в групповом изнасиловании, но на следующий день отказалась от своих слов, назвав их «троллингом» и «шуткой».
9 февраля 2018 года Олег Дерипаска подал в суд на Настю Рыбку. В качестве обеспечительных мер суд постановил внести сайты, содержащие порочащую информацию, в реестр Роскомнадзора, тем самым ограничив к ним публичный доступ. 9 июля 2018 года Усть-Лабинский районный суд постановил обязать Анастасию Вашукевич и Александра Кириллова выплатить Олегу Дерипаске по 500 тыс. рублей. Обвиняемые с конца февраля 2018 года находились в таиландской тюрьме по обвинению в организации предоставления услуг сексуального характера в составе преступной группы и не присутствовали на суде.
21 января 2019 года Алексей Навальный сообщил в своём блоге, что в его распоряжение попали файлы, по его словам, записи прослушки телефонных разговоров людей из окружения Дерипаски. По словам Навального, ссылки на выложенные на YouTube аудиозаписи ему прислали анонимно «пару месяцев назад». Две из аудиозаписей оказались связаны с Настей Рыбкой. На одной из них некие Татьяна, Георгий и Уильям обсуждают арест Насти Рыбки в Таиланде. Когда Георгий заявляет, что Рыбку и других участников секс-тренинга «нужно посадить», Уильям отмечает, что по законам Таиланда тюремное заключение им не грозит. В ответ Георгий говорит, что участников секс-тренинга можно обвинить в незаконной предпринимательской деятельности.
Фонд борьбы с коррупцией направил в Следственный комитет России заявление с требованием привлечь Дерипаску к уголовной ответственности за организацию проституции и дачу взятки, а предполагаемых участников телефонных переговоров — за получение взятки, незаконное привлечение к уголовной ответственности и незаконное задержание.

## Санкции
6 апреля 2018 года Дерипаску включили в санкционный «Кремлёвский список» США обвинив предпринимателя в представлении интересов властей РФ и отмывании финансов президента России Владимира Путина. Дерипаску также заподозрили в причастности к вмешательству в выборы в Соединенных Штатах.. Этот факт послужил причиной обвала стоимости акций «РУСАЛ» на Гонконгской и Московской биржах. 28 января 2019 года США сняли санкции с «Русала», En+ Group и «Евросибэнерго», однако сам Дерипаска остался под санкциями.
В 2022 году, после российского вторжения на Украину, Олег Дерипаска внесён в санкционный список стран Евросоюза в рамках санкций за действия, подрывающие или угрожающие территориальной целостности, суверенитету и независимости Украины, в 2024 году снова внесён в санкционный список за обход ранее введённых санкций и материальную поддержку российского правительства.
18 марта 2022 года Австралия добавила Дерипаску в свой санкционный список.

## ФБР и Дерипаска

### Сотрудничество с ФБР для помощи в освобождении Левинсона
С середины 2008 по 2009 год Дерипаска помог директору ФБР Роберту Мюллеру спасти бывшего агента ФБР Роберта Левинсона, который исчез в 2007 году, работая на ЦРУ в Иране. Заместитель директора ФБР Эндрю МакКейб сыграл ключевую роль в переговорах с Дерипаской. Агенты тайно встретились с Дерипаской в гостиницах в Париже, Вене, Будапеште и Вашингтоне, убеждая его использовать собственные денежные средства на финансирование операции под надзором ФБР для спасения Левинсона. Участие Дерипаски имело решающее значение, так как он имел тесные деловые связи в Иране, а также из-за экономических санкций, наложенных на Иран, и других законов, которые запрещали ФБР или любому гражданину США использовать деньги в Иране. Адвокат Дерипаски сообщил, что Дерипаска потратил 25 миллионов долларов на частную поисково-спасательную группу, которая работала с иранскими контактами, находясь под наблюдением ФБР.
Дерипаске удалось организовать освобождение Левинсона, но Государственный департамент США под руководством Хиллари Клинтон заблокировал сделку по возвращению Левинсона. Робин Гриц, отставной агент, который контролировал дело Левинсона в 2009 году, позже заявил: «Мы пытались перевернуть каждый камень, чтобы спасти Боба, но каждый раз, когда мы начинали приближаться, Государственный департамент, казалось, всегда мешал», и далее добавил: «В какой-то момент нам сказали, что условия освобождения Левинсона были согласованы Ираном и США, и в них содержалось заявление тогдашнего госсекретаря Хиллари Клинтон, указывающего пальцем в сторону от Ирана. В последний момент госсекретарь Клинтон решила не делать согласованного заявления».
Операция была завершена в 2011 году под натиском чиновников ФБР, обеспокоенных тем, что иранские контакты Дерипаски не могли в полной мере обеспечить все внутриполитические конфликты в США. Вскоре ФБР наградило Дерипаску за помощь.

### Попытки ФБР завербовать Дерипаску
Согласно анонимным источникам, цитируемым в отчёте The New York Times от 1 сентября 2018 года, по распоряжению Правительства США и специальным каналам ФБР Брюс Ор дважды обращался к Дерипаске в рамках более широкой плановой работы Правительства США по выращиванию информаторов в тесном кругу Президента РФ Владимира Путина: в сентябре 2015 года и в сентябре 2016 года. Брюс Ор, в то время чиновник Министерства юстиции США, связывался с бывшим сотрудником МИ-6 Кристофером Стилом, который позже составил компрометирующие досье на Дональда Трампа и обсудил, помимо прочего, необходимость вербовки Дерипаски.
В сентябре 2015 года Ор и Стил встретились с Дерипаской, чтобы обсудить «связи между российской организованной преступностью и правительством Путина, а также другие вопросы». Дерипаска отшутился и не согласился на вторую встречу.
Попытки превратить Дерипаску в информатора, предпринятые в период между 2014 и 2016 годами, оказались безуспешными. Дерипаска уведомил российские власти об усилиях США по его вербовке.
В сентябре 2018 года российское правительство обвинило США в попытках завербовать российских граждан в качестве агентов американских спецслужб.

### Обыски ФБР в принадлежащих родственникам Дерипаски домах в США
19 октября 2021 года сотрудники ФБР США провели правоохранительные действия в доме Дерипаски в Вашингтоне. Представитель бизнесмена заявил, что обыски проходят в домах, принадлежащих родственникам бизнесмена, в Нью-Йорке и Вашингтоне. Следственные действия проводятся на основании двух судебных ордеров, связанных с американскими санкциями. Сам Дерипаска собственником домов не является, уточнил его представитель. Из здания в Вашингтоне сотрудники ФБР вышли с чемоданами и пластиковыми контейнерами. «Мы не готовы комментировать детали данного дела», — заявила представительница ФБР в ответ на просьбу сообщить, что находится в коробках.

## Спасение захваченных пиратами моряков в Нигерии (2020)
В 2020 году Олег Дерипаска помог спасти 5 моряков, взятых в плен пиратами в Нигерии. Среди спасённых моряков были трое россиян, один украинец и гвинеец. Пираты требовали у родственников пленных выкуп и угрожали в противном случае расстрелять их. Спасти моряков удалось только после того, как их родственники обратились за помощью к Дерипаске.

## Собственность
Дерипаска имеет многомиллионную недвижимости в Великобритании, включая роскошный особняк стоимостью около 50 млн £ в Лондоне по адресу Белгрейв-сквер, № 5. Ночью 14 марта 2022 года группа сквоттеров проникла внутрь этого дворца в Белгравии, и вывесила на окнах и балконе здания флаг Украины, транспарант с антипутинским лозунгом и баннер, гласящий, что «это имущество освобождено». Активисты пели и танцевали под музыку на балконе, размахивали флагами и заявили, что «открыли здание для размещения украинских беженцев и беженцев из всех стран». В конце концов около полудня протестующие были выдворены из здания полицией.
27 апреля 2022 года Франция конфисковала одну из вилл Дерипаски в районе курорта Сен-Тропе на Лазурном берегу.
По данным расследования издания «Вёрстка», в 2023 году, в обход санкций, Дерипаска приобрёл через Казахстан бизнес-джет Dassault Falcon 7X (бортовой номер RA-09618) за $35,8 млн.

## Оценка деятельности
Министр иностранных дел России Сергей Лавров назвал Олега Дерипаску «одним из выдающихся бизнес-лидеров нашей страны».
В книге Эдуарда Лимонова «Охота на Быкова», опубликованной в 2001 году, о Дерипаске написано следующее: «Олег Дерипаска – любимый олигарх Путина» 

## Семья
В период с 2001 по 2018 год Дерипаска состоял в браке с Полиной Валентиновной Юмашевой (род. 1980), дочерью Валентина Борисовича Юмашева. От этого брака у него двое детей: сын Пётр (род. 2001) и дочь Мария (род. 2003).
Дети от Ворониной/Лобановой
Федеральный суд США на Манхэттене установил, что российская гражданка Екатерина Воронина, она же Екатерина Лобанова сообщила ложные сведения при оформлении американской визы, которую она получила и использовала в 2020 году, чтобы родить в США ребёнка от Дерипаски. В обвинительном заключении суда указывается, что в 2022 году она попыталась снова въехать в США, чтобы родить их второго ребёнка, но ей было отказано во въезде.

## Признание и награды

### Государственные и ведомственные награды
- Орден Александра Невского (2014 год)[173]
- Орден Дружбы (30 июля 1999 года) — за заслуги перед государством, большой вклад в развитие металлургической промышленности и многолетний добросовестный труд[174]
- Знак отличия «За благодеяние» (4 июля 2016 года) — за большой вклад в благотворительную и общественную деятельность[175]
- Благодарность Президента Российской Федерации (29 декабря 2006 года) — за заслуги в подготовке и проведении встречи глав государств и правительств стран — членов «Группы восьми» в городе Санкт-Петербурге[176]
- Орден «За заслуги перед Хакасией» (2007 год)[177]
- Кавалер ордена Заслуг (Гвинея, 2017)[178]

### Общественные награды
По итогам 1999, а также 2006 и 2007 годов газетой «Ведомости» объявлен «Предпринимателем года».
В 2014 году удостоен звания лауреата премии Министерства культуры Российской Федерации «Меценат года культуры».